# Gurubira axillaris
Gurubira axillaris là một loài bọ cánh cứng trong họ Cerambycidae.